# Granica polsko-białoruska
Granica polsko-białoruska – granica między Republiką Białorusi a Rzeczpospolitą Polską istniejąca formalnie od momentu uzyskania niepodległości Białorusi od Związku Radzieckiego, tj. od 25 sierpnia 1991 roku. Do 1991 roku obecna granica z Białorusią stanowiła część granicy z ZSRR i miała identyczny przebieg. Przez granicę prowadzi 13 przejść granicznych: 7 drogowych, 5 kolejowych i jedno rzeczne.
Granica polsko-białoruska jest zarazem zewnętrzną granicą Unii Europejskiej.

## Przebieg granicy

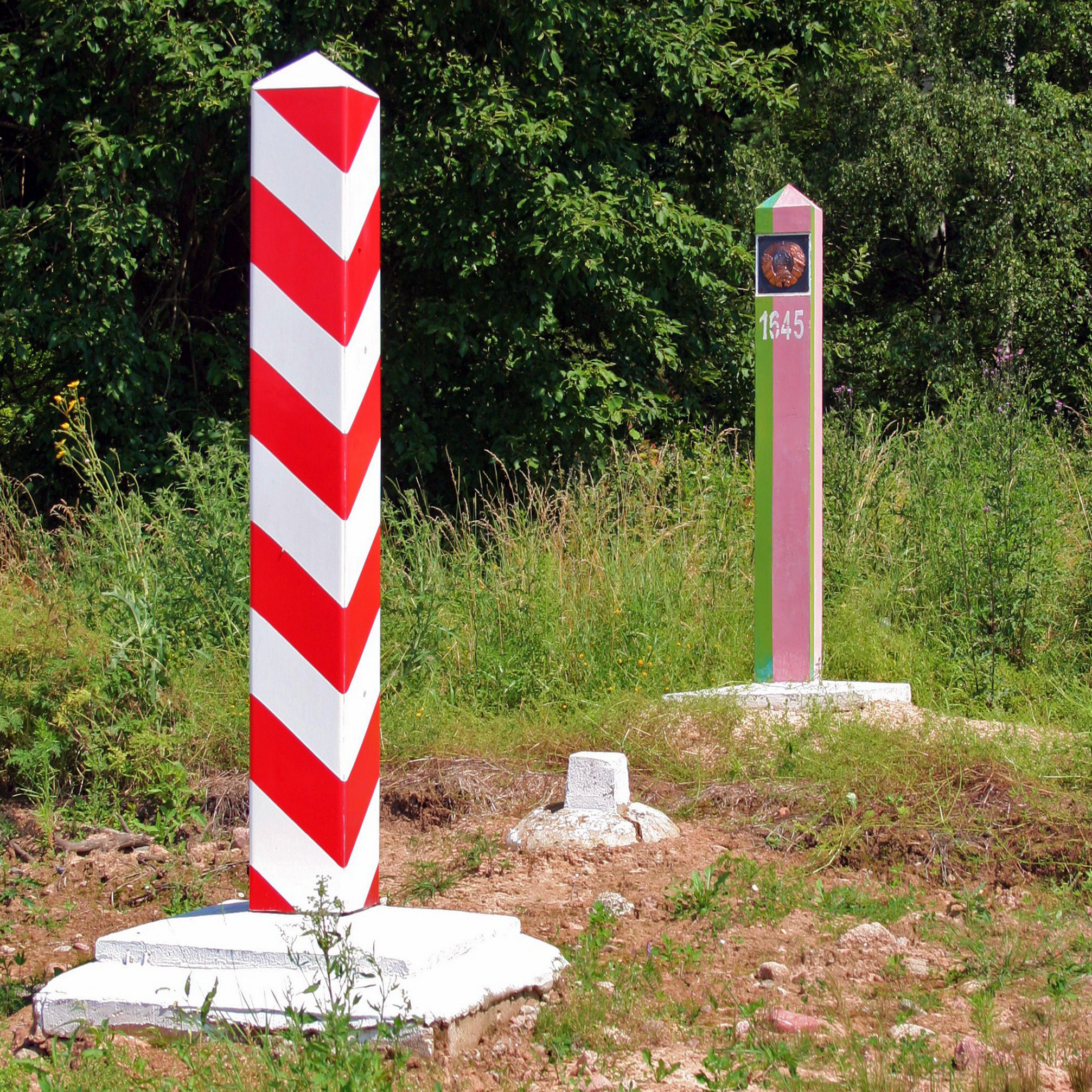
Granica polsko-białoruska w okolicach wsi Usnarz Górny, znak graniczny nr 1645

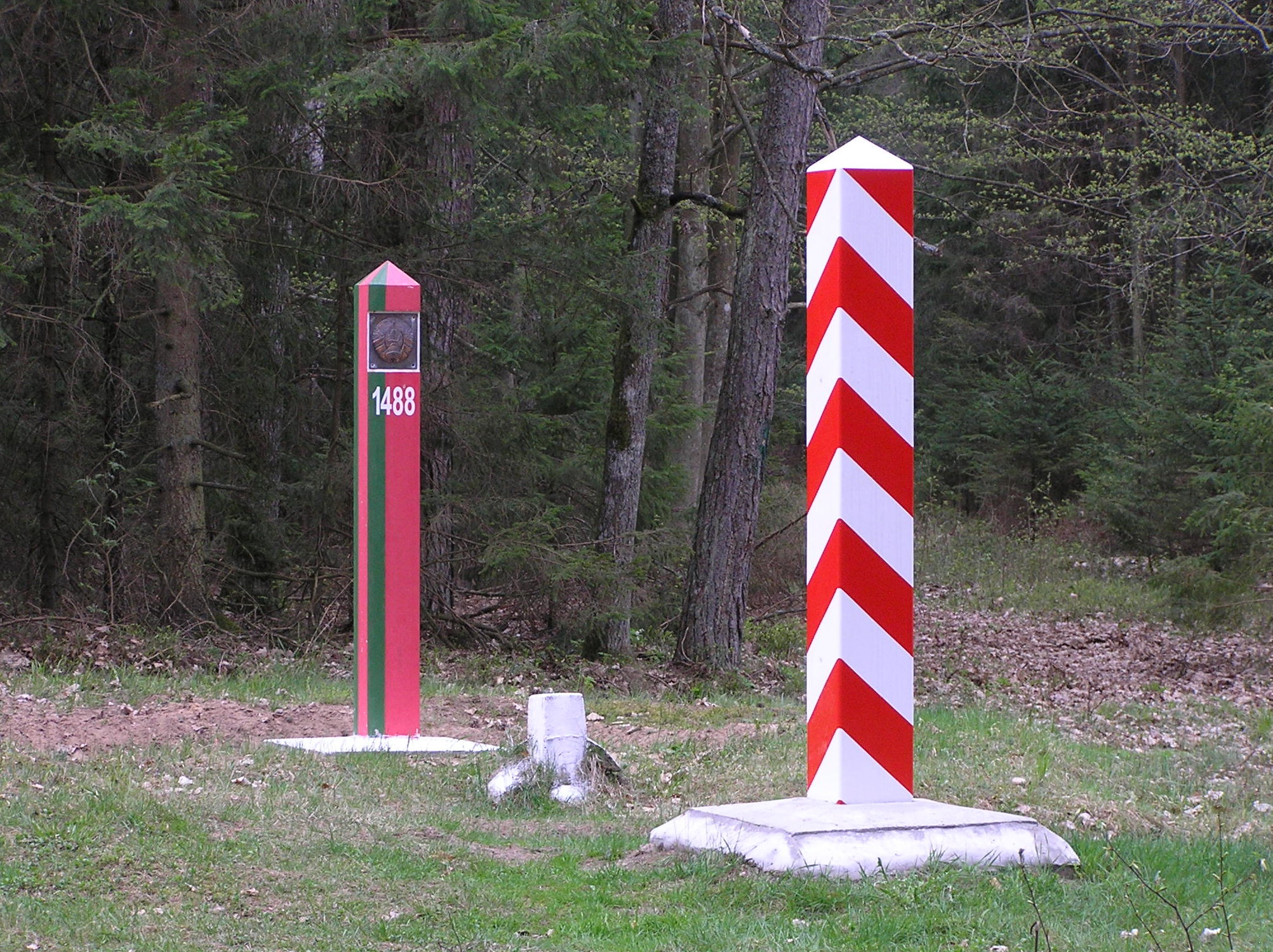
Granica polsko-białoruska w Białowieży, znak graniczny nr 1488

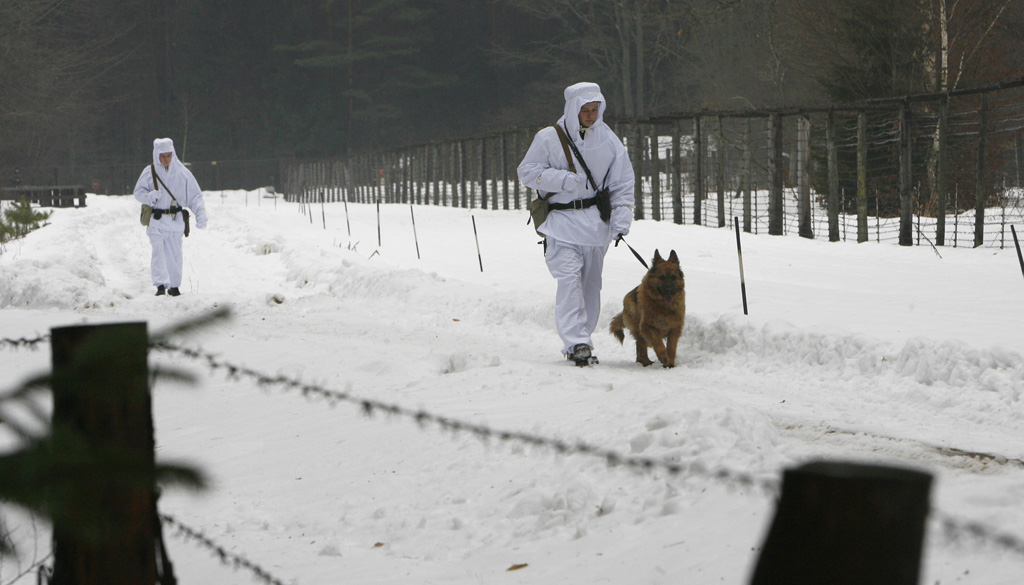
Białoruska straż graniczna w Puszczy Białowieskiej

Granica z Białorusią biegnie dokładnie tak jak przebiegała granica polsko-radziecka na odcinku granicy Białoruskiej SRR. Przebiega ona od Sobiboru wzdłuż Bugu i skręca na północny wschód, przecina Puszczę Białowieską, dolinę Narwi, biegnie wzdłuż doliny Świsłoczy, dalej linią niemal prostą do doliny rzeczki Wołkuszanki, którą biegnie 5 km, przecina dolinę Czarnej Hańczy i kończy się na północ od tej rzeki.

## Przejścia graniczne
Na granicy Polski i Białorusi znajduje się trzynaście przejść granicznych – siedem drogowych, pięć kolejowych oraz jedno sezonowe przejście rzeczne dla kajaków, czyli jedno przejście drogowe na 58,21 km, jedno przejście kolejowe na 81,49 km i jedno rzeczne na 407,47 km. Planuje się utworzenie kolejnych trzech przejść granicznych. Przejść granicznych jest znacznie mniej niż na granicy zachodniej przed przystąpieniem Polski do Unii Europejskiej. Przyczyną tego stanu są zarówno bariery fizycznogeograficzne (znaczna część granicy jest na rzece), jak i polityczne (Białoruś była częścią ZSRR, które budowało mało przejść granicznych).

### Ruch kolejowy

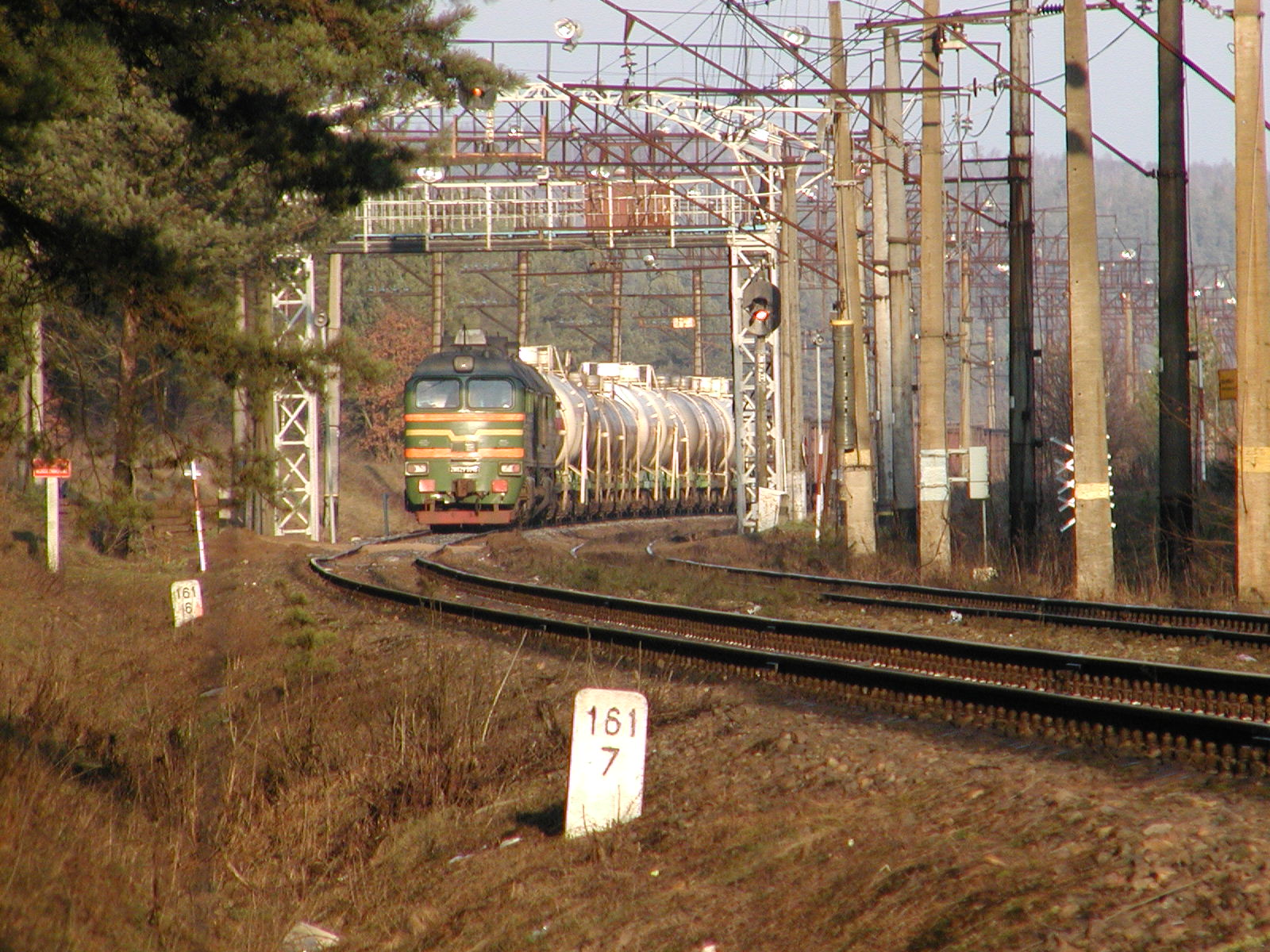
Transgraniczny odcinek na linii kolejowej Białystok – Grodno

Pomiędzy Polską a Białorusią odbywa się ruch kolejowy zarówno pasażerski, jak i towarowy. Sieć polska jest standardowo normalnotorowa (1435 mm) i zelektryfikowana 3 kV DC. Sieć białoruska jest szerokotorowa (1520 mm) i zelektryfikowana prądem zmiennym 25 kV 50 Hz. Na granicy konieczna jest więc wymiana wózków oraz w przypadku lokomotyw elektrycznych ich zmiana lub zastosowanie lokomotyw dwusystemowych.
Na granicy znajduje się 5 przejść kolejowych: Czeremcha-Wysokolitowsk, Kuźnica-Grodno, Siemianówka-Swisłocz, Terespol-Brześć, Zubki-Bierestowica.
Na przejściu Kuźnica – Grodno tory normalne zelektryfikowane są poprowadzone do Grodna, natomiast szerokie niezelektryfikowane do Gieniuszy, co powoduje możliwość obsługi połączeń do Grodna przez pojazdy normalnotorowe z Polski. Przejście Zubki-Bierestowica jest właściwie nie używane, również w tym miejscu tory różnego rozstawu znajdują się po obu stronach granicy i kończą się odpowiednio tor normalny (niezelektryfikowany) w Bierestowicy natomiast szeroki (niezelektryfikowany) w Walile. Na przejściu Siemianówka-Swisłocz został zastosowany splot pomiędzy stacjami Siemianówka i Swisłocz, tor ten jest niezelektryfikowany. Podobne rozwiązanie zostało zastosowane na przejściu Czeremcha-Wysokolitowsk, gdzie jednak splot został poprowadzony aż do Brześcia, gdzie później został skierowany już jako tor normalny z powrotem do Polski (Terespol). Na przejściu Terespol-Brześć tor szeroki biegnie do Terespola (niezelektryfikowany) Jednakże już od Brześcia linia jest zelektryfikowana. Z kolei tor normalny biegnie do Brześcia w całości zelektryfikowany. Na tym przejściu jako jedynym znajduje się planowane stanowisko przestawcze systemu SUW2000. Przez to przejście kursują wszystkie pociągi dalekobieżne kursujące pomiędzy Polska a Białorusią, a także Rosją, oprócz tych z/do obwodu królewieckiego.